# Неоконструктивизм
Неоконструктивизм — архитектурный стиль, использующийся со второй половины XX века сначала в советской архитектуре (как одно из направлений позднесоветского архитектурного постмодернизма), а позже и в современной российской архитектуре. Концепции неоконструктивизма опираются на формообразование архитектурного конструктивизма 1920-х и начала 1930-х годов. Одно из направлений неомодернизма.

## Особенности стиля
Для неоконструктивизма, как и для конструктивизма, характерен приоритет конструктивной основы здания, которая является определяющей для его формы (внешнего облика); задача достижения необходимых функциональный свойств здания в значительной степени также решается посредством разработки и использования соответствующих конструкций. Кроме того, как для конструктивизма, так и для неоконструктивизма характерны использование простейших геометрических объёмов и бездекоративность.
Инженерно-технические возможности архитекторов, работавших в стиле конструктивизма, были весьма ограничены, для неоконструктивизма таких ограничений практически нет. Так, средствами художественной выразительности неоконструктивизма в настоящее время являются цвет и детали, в том время как для конструктивистских зданий такие средства художественной выразительности почти не использовались.
Фасады современных сооружений, построенных в стиле неоконструктивизма, выглядят существенно более разнообразно по сравнению с фасадами конструктивистских зданий первой половины XX века: в жилых домах, к примеру, используются заглублённые остеклённые лоджии, образующие вертикальные полосы, а также контрастные цветовые решения для некоторых частей здания.

## Сооружения
Один из наиболее ярких примеров сооружений в стиле неоконструктивизма — Судейская вышка на Гребном канале в Нижнем Новгороде, построенная в 1988 году про проекту архитекторов Ю. Карцева и С. Касаткина. Как форма сооружения, так и отдельные элементы его конструкции работают здесь на создание спортивного образа, подчёркивая движение вверх, от ступени к ступени: это и эркеры, которые, плавно изгибаясь, контрастируют с прямоугольными формами, и лестницы, которые под разными углами прорезают пространство, а также подчёркнутая пандусами и террасами ступенчатость ярусов.
Офисное здание «Теледом» в Нижнем Новгороде на улице Белинского, 9/1 (архитектор А. А. Худин, 2005) построено как обращение к абстрактно-геометрическим образам 1920-х годов: художественная выразительность достигается врезкой простых геометрических объектов, кубов и параллелепипедов, при этом каждый из объектов, для подчёркивания контраста, выделяется своим цветом, а развитие композиции происходит по спирали.
Сооружение зданий в стиле неоконструктивизма также может применяться с целью соблюдения единообразия в районах, в которых преобладают постройки 1920-х и 1930-х годов.